# Glaurocara flava
Glaurocara flava är en tvåvingeart som beskrevs av Thomson 1869. Glaurocara flava ingår i släktet Glaurocara och familjen parasitflugor. Inga underarter finns listade i Catalogue of Life.